# Principio di minimo vincolo
Il principio del minimo vincolo, enunciato nel 1829 da Carl Friedrich Gauss, è un principio variazionale della meccanica razionale, ottenuto tramite metodo dei minimi quadrati, la cui formulazione è equivalente principio di d'Alembert. Esso riveste un ruolo rilevante all'interno della meccanica lagrangiana e, qualitativamente, è simile al principio di minima azione, tuttavia quest'ultimo rappresenta una condizione di tipo estremale assoluto, mentre il principio del minimo vincolo è un principio di minimo locale.

## Definizione
Il principio del minimo vincolo afferma che le reali accelerazioni di un sistema meccanico formato da {\displaystyle n} masse si ottengono minimizzando la seguente quantità:
{\displaystyle {\mathcal {Z}}:=\sum _{j=1}^{n}m_{j}\cdot \left|\,{\ddot {\mathbf {r} }}_{j}-{\frac {\mathbf {F} _{j}}{m_{j}}}\right|^{2}}
dove la particella j-esima ha massa {\displaystyle m_{j}}, posizione {\displaystyle \mathbf {r} _{j}} e forza applicata non vincolata {\displaystyle \mathbf {F} _{j}} agente su di essa. La corrispondente accelerazione {\displaystyle {\ddot {\mathbf {r} }}_{j}} soddisfa il vincolo imposto, che generalmente dipende dallo stato del sistema, individuato dalla coppia {\displaystyle \{\mathbf {r} _{j}(t),{\dot {\mathbf {r} }}_{j}(t)\}}.
Ciò si ricollega al fatto che quando sul sistema agiscono le forze {\displaystyle \mathbf {F} _{j}}, e le relative reazioni vincolari {\displaystyle \mathbf {F_{c}} _{j}}, la cui risultante è {\displaystyle \mathbf {R} =\sum _{j=1}^{n}\mathbf {F} _{j}+\mathbf {F_{c}} _{j}}, il sistema sperimenterà un'accelerazione pari a {\displaystyle {\ddot {\mathbf {r} }}=\sum _{j=1}^{n}{\frac {\mathbf {F} _{j}}{m_{j}}}+{\frac {\mathbf {F_{c}} _{j}}{m_{j}}}=\sum _{j=1}^{n}\mathbf {a} _{j}+\mathbf {a_{c}} _{j}}.

## Principio di minima curvatura di Hertz
Il principio della minima curvatura di Hertz è un caso particolare del principio di Gauss e della formulazione di Jacobi del principio della minima azione. Esso prevede non esistano né forze esterne applicate né interazioni, le quali possono essere espresse attraverso l'energia potenziale, e che tutte le masse siano uguali. Senza perdita di generalità, le masse possono essere imposte unitarie. Con queste condizioni, la quantità minimizzata di Gauss è pari a:
{\displaystyle {\mathcal {Z}}=\sum _{j=1}^{n}\left|{\ddot {\mathbf {r} }}_{j}\right|^{2}}
L'energia cinetica {\displaystyle T} si conserva anche in questo caso:
{\displaystyle T\ {\stackrel {\mathrm {def} }{=}}\ {\frac {1}{2}}\sum _{j=1}^{n}\left|{\dot {\mathbf {r} }}_{j}\right|^{2}}
Nello spazio {\displaystyle 3n}-dimensionale {\displaystyle ds^{2}} è definito come:
{\displaystyle ds^{2}\ {\stackrel {\mathrm {def} }{=}}\ \sum _{j=1}^{n}\left|d\mathbf {r} _{j}\right|^{2}}
pertanto, la conservazione dell'energia può essere riscritta come:
{\displaystyle \left({\frac {ds}{dt}}\right)^{2}=2T}
Dividendo {\displaystyle {\mathcal {Z}}} per {\displaystyle 2T} si ottiene un'altra quantità minimizzabile:
{\displaystyle K\ {\stackrel {\mathrm {def} }{=}}\ \sum _{j=1}^{n}\left|{\frac {d^{2}\mathbf {r} _{j}}{ds^{2}}}\right|^{2}}
Poiché {\displaystyle {\sqrt {K}}} è la curvatura locale della traiettoria nello spazio {\displaystyle 3n}-dimensionale, minimizzare {\displaystyle K} equivale a trovare la traiettoria di minima curvatura, ovvero la geodetica, che rispetti i vincoli imposti.

## Equazione di Udwadia-Kalaba
L'equazione di Udwadia-Kalaba, sviluppata nel 1992 da Firdaus E. Udwadia e Robert E. Kalaba, è un metodo per ricavare le equazioni del moto, basato sul principio di minimo vincolo di Gauss. Essa è in grado di generalizzare le reazioni vincolari che non obbediscono al principio di d'Alembert.

### Descrizione
Si prenda un sistema con {\displaystyle m} gradi di libertà e {\displaystyle l} gradi di vincolo, descritto da {\displaystyle (q_{i})_{i=1,\dots ,m}} coordinate generalizzate, il cui spazio delle fasi è generato dalla coppia {\displaystyle (q_{i},{\dot {q}}_{i})_{i=1,\dots ,m}}. Note le condizioni iniziali {\displaystyle (\mathbf {q} (0),{\dot {\mathbf {q} }}(0))}, si ha che l'equazione di Udwadia-Kalaba è:
{\displaystyle \mathbf {M} (\mathbf {\dot {q}} ,\mathbf {q} ,t){\ddot {\mathbf {q} }}(t)=\mathbf {Q} (\mathbf {\dot {q}} ,\mathbf {q} ,t)+\mathbf {Q} _{c}(\mathbf {\dot {q}} ,\mathbf {q} ,t)}
dove {\displaystyle \mathbf {M} } è la matrice della massa, ovvero una matrice {\displaystyle n\times n} simmetrica e semidefinita positiva, mentre {\displaystyle \mathbf {Q} } è la somma di tutte le forze generalizzate agenti sul sistema e {\displaystyle \mathbf {Q} _{c}} la somma di tutte le relative reazioni vincolari.
Se la matrice {\displaystyle \mathbf {M} } è definita positiva, è possibile invertirla per ricavare direttamente le accelerazioni generalizzate, inoltre si ha che:
{\displaystyle \mathbf {Q} _{c}=\mathbf {M} ^{1/2}\left(\mathbf {A} \mathbf {M} ^{-1/2}\right)^{+}\left(\mathbf {b} -\mathbf {A} \mathbf {M} ^{-1}\mathbf {Q} \right)+\mathbf {K} }
dove {\displaystyle \mathbf {A} } è la matrice {\displaystyle m\times l} e {\displaystyle \mathbf {b} } l'm-vettore, tali che l'equazione di Udwadia-Kalaba possa essere riscritta come {\displaystyle \mathbf {A} {\ddot {\mathbf {q} }}=\mathbf {b} }, mentre la notazione {\displaystyle +} indica la pseudoinversa di Moore-Penrose. Il termine {\displaystyle \mathbf {K} } tiene conto della presenza di vincoli non ideali, pertanto, detta {\displaystyle \mathbf {I} } la matrice identità, esso è pari a:
{\displaystyle \mathbf {K} =\mathbf {M} ^{1/2}\left[\mathbf {I} -\left(\mathbf {A} \mathbf {M} ^{-1/2}\right)^{+}\mathbf {A} \mathbf {M} ^{-1/2}\right]\mathbf {M} ^{-1/2}\mathbf {C} }
dove {\displaystyle \mathbf {C} ({\dot {\mathbf {q} }},\mathbf {q} ,t)} è il vettore che, generalizzando il principio di d'Alembert, tiene conto della non-idealità dei vincoli. Infatti si ha che:
{\displaystyle \delta W_{c}=\mathbf {C} \cdot \delta \mathbf {r} }
Se {\displaystyle \mathbf {M} } è semidefinita positiva, potrebbe risultare singolare. Inoltre, le accelerazioni generalizzate potrebbero non essere uniche a meno che non abbia rango completo, ovvero pari a {\displaystyle n}, la matrice {\displaystyle (l+m)\times m}
{\displaystyle {\hat {\mathbf {M} }}={\begin{bmatrix}\mathbf {M} \\\mathbf {A} \end{bmatrix}}}
Ma poiché le accelerazioni osservate nei sistemi meccanici in natura sono sempre uniche, la condizione sul rango risulta necessaria e sufficiente per ottenere univocamente le accelerazioni generalizzate del sistema vincolato in ogni istante di tempo. Pertanto, quando {\displaystyle {\hat {\mathbf {M} }}} ha rango completo, le equazioni di movimento del sistema vincolato sono determinate in modo univoco, creando un sistema ausiliario non vincolato, attraverso la matrice {\displaystyle \mathbf {M} _{\mathbf {A} }=\mathbf {M} +\mathbf {A} ^{+}\mathbf {A} } e il vettore {\displaystyle \mathbf {Q} _{\mathbf {b} }=\mathbf {Q} +\mathbf {A} ^{+}\mathbf {b} }, tali che
{\displaystyle \mathbf {M} _{\mathbf {A} }{\ddot {\mathbf {q} }}=\mathbf {Q} _{\mathbf {b} }+\mathbf {Q} _{c^{\prime }}}
dove
{\displaystyle {\begin{aligned}&\mathbf {Q} _{c^{\prime }}=\mathbf {M} _{\mathbf {A} }^{1/2}\left(\mathbf {A} \mathbf {M} _{\mathbf {A} }^{-1/2}\right)^{+}\left(\mathbf {b} -\mathbf {A} \mathbf {M} _{\mathbf {A} }^{-1}\mathbf {Q} _{\mathbf {b} }\right)+\mathbf {K} _{\mathbf {A} }\\&\mathbf {K} _{\mathbf {A} }=\mathbf {M} _{\mathbf {A} }^{1/2}\left[\mathbf {I} -\left(\mathbf {A} \mathbf {M} _{\mathbf {A} }^{-1/2}\right)^{+}\mathbf {A} \mathbf {M} _{\mathbf {A} }^{-1/2}\right]\mathbf {M} _{\mathbf {A} }^{-1/2}\mathbf {C} \end{aligned}}}